# Michał Ważyński
Michał Ważyński (ur. 24 maja 1894, zm. 23 kwietnia 1925 w Białymstoku) – rotmistrz Wojska Polskiego.

## Życiorys
Urodził się 24 maja 1894 w ówczesnym powiecie oszmiańskim guberni wileńskiej, w rodzinie Władysława.
Pełnił służbę w 1 pułk ułanów w Augustowie. 3 maja 1922 został zweryfikowany w stopniu porucznika ze starszeństwem od 1 czerwca 1919 i 25. lokatą w korpusie oficerów jazdy (od 1924 – kawalerii). 31 marca 1924 prezydent RP nadał mu stopień rotmistrza ze starszeństwem z dnia 1 lipca 1923 i 21. lokatą w korpusie oficerów jazdy. W listopadzie 1924 został przydzielony do szwadronu pionierów przy 1 Dywizji Kawalerii w Białymstoku na stanowisko dowódcy szwadronu. Zmarł 23 kwietnia 1925 w Białymstoku.

## Ordery i odznaczenia
- Krzyż Walecznych trzykrotnie[10][11][12]

Na opublikowanej w 1935 „Liście odznaczonych Krzyżem Walecznych o nieznanych adresach” figuruje Ważyński Michał, plutonowy byłego 1 pułku ułanów I Polskiego Korpusu Wschodniego.